# 索科尔河
索科尔河（俄语：Река Сокол）或黄金川（日语：／）是萨哈林州多林斯克区的河流，从东向西流，长20公里，流域面积24.3平方公里，在距離大塔科伊河的河口27公里处注入大塔科伊河。